# Anna Pazdur
Anna Pazdur – polska naukowczyni i nauczycielka akademicka, profesor nauk o ziemi, dr hab. geologii.
W 1968 roku otrzymała tytuł magistra z fizyki na Uniwersytecie Jagiellońskim w Krakowie. W 1978 roku obroniła doktorat z fizyki na Uniwersytecie Śląskim w Katowicach. W 1990 roku otrzymała habilitację z geologii na Wydziale Geologiczno-Poszukiwawczym Akademii Górniczo-Hutniczej w Krakowie. W 2001 roku otrzymała tytuł profesora z dziedziny nauk o ziemi. W 2018 roku otrzymała tytuł honorowego profesora Politechniki Śląskiej.
Od lipca 1969 do września 2016 pracowała na Politechnice Śląskiej.